# 岡町 (青森市)
　
岡町（おかまち）は青森市の地名であり、大字名である。小字には藤戸・舟岡・松本・宮本がある。郵便番号は038-0041。

## 地理
青森市西地区に位置する。北は大字羽白、東は大字油川、南から西は大字新城に接する。
　集落は、天田内川と青森県道26号青森五所川原線に沿って広がっている。
　地名の由来は、海岸沿いの油川などに対して、内陸（岡）寄りの集落であることと考えられている。
　現在でも耕地が多く、農村地帯の雰囲気を残している。

### 河川
- 天田内川

## 歴史
藩政時代以来の農村。集落内を通る青森県道259号油川新城停車場線はかつてがいわゆる羽州街道であったが、明治4(1872)年に石江を経由する道筋に付けかえられ、交通量が減ったという。明治22(1889)年、新城村の大字に、次いで、昭和30(1955)年には青森市の大字となり、現在に至る。

## 世帯数と人口
2023年（令和5年）8月1日現在の世帯数と人口は以下の通りである。
| 町丁       | 世帯数  | 人口  |
| ---------- | ------- | ----- |
| 岡町字藤戸 | 69世帯  | 132人 |
| 岡町字舟岡 | 9世帯   | 12人  |
| 岡町字松本 | 43世帯  | 96人  |
| 岡町字宮本 | 61世帯  | 63人  |
| 合計       | 182世帯 | 323人 |

## 小・中学校の学区
市立小・中学校に通う場合、学区は以下の通りとなる。
| 町名     | 番地 | 小学校             | 中学校             |
| -------- | ---- | ------------------ | ------------------ |
| 大字岡町 | 全部 | 青森市立油川小学校 | 青森市立油川中学校 |

## 交通

### 道路
- 国道280号油川バイパス
- 青森県道26号青森五所川原線
- 青森県道234号津軽新城停車場油川線

### バス
- 青森市市バス
  - 岡町線 - 岡町

## 主な施設
- 青森市中央市民センター岡町分館
- 八幡宮